# Unai Calvo
Unai Calvo (* 26. Juni 2001) ist ein spanischer Eishockeyspieler, der seine gesamte bisherige Karriere beim CH Txuri Urdin in der Superliga verbrachte.

## Karriere
Unai Calvo begann seine Karriere als Eishockeyspieler beim CH Txuri Urdin, für den er bereits als 15-Jähriger in der Superliga spielte. 2019 wurde er mit den Basken, für die er bis heute spielt, spanischer Meister.

### International
Für Spanien nahm Calvo im Juniorenbereich an den U18-Junioren-Weltmeisterschaften der Division II 2018 und 2019 sowie der U20-Junioren-Weltmeisterschaft der Division II 2020 teil.
Im Seniorenbereich stand er erstmals bei der Weltmeisterschaft der Division II 2023 im Aufgebot seines Landes, als ihm mit den Iberern nach zwölf Jahren die Rückkehr in die Division I gelang.

## Erfolge
- 2018 Aufstieg in die Division II, Gruppe A, bei der U20-Weltmeisterschaft der Division II, Gruppe B
- 2019 Spanischer Meister mit dem CH Txuri Urdin
- 2023 Aufstieg in die Division I, Gruppe B, bei der Weltmeisterschaft der Division II, Gruppe A